# Magic Circle Music
Magic Circle Music (kurz MCM) / Magic Circle Entertainment ist ein US-amerikanisches Metal-Label, das 2003 vom Manowar-Bassisten Joey DeMaio gegründet wurde. Der Name des Labels leitet sich vom Musikdrama Ring des Nibelungen von Richard Wagner her, den Joey DeMaio sehr verehrt.

## Allgemein
Das Label hat hauptsächlich Bands unter Vertrag, die sowohl klassischen als auch progressiven Power Metal spielen. Zudem vertreibt es auch Joey DeMaios eigene Band Manowar und weitere True- bzw. Heavy-Metal-Bands. Der Vertrieb in Europa wurde zuerst über das deutsche Plattenlabel SPV abgewickelt, seit 2009 läuft die Vermarktung über ALIVE.

## Geschichte
Nachdem Manowar erste große Erfolge gefeiert hatte, mussten sie sich auf dem Markt halten. Während dieser Zeit sah die Band auch, wie viele andere Bands vom Markt wegen der zunehmenden Kommerzialisierung verschwanden und verloren gingen. Aufgrund dessen gründete Bassist Joey DeMaio sein eigenes Plattenlabel, um genau solche Bands abzufangen und auf dem Markt zu halten. Zuerst vermarktete er seine eigene Band Manowar, später kamen einige andere Bands und Künstler, wie Luca Turilli oder Rhapsody of Fire, dazu.
2007 startete erstmals das Magic Circle Festival im deutschen Bad Arolsen, welches von Magic Circle Music ins Leben gerufen wurde und seitdem jährlich durchgeführt wird. Auf dem Festival spielen neben dem Headliner Manowar meist weitere Bands und Künstler, die bei Magic Circle Music unter Vertrag stehen.
2008 gab es einen Rechtsstreit zwischen Rhapsody of Fire und Magic Circle Music. Daraufhin kehrte die Band zu Nuclear Blast zurück.

## Bands & Künstler (Auswahl)
- Bludgeon
- David Shankle Group
- Feinstein
- HolyHell
- Burning Starr
- Joe Stump
- Luca Turilli
- Dreamquest
- Manowar
- Majesty (zwischenzeitlich MetalForce)
- Rhapsody of Fire (später Nuclear Blast, jetzt  AFM Records)